# دولینی

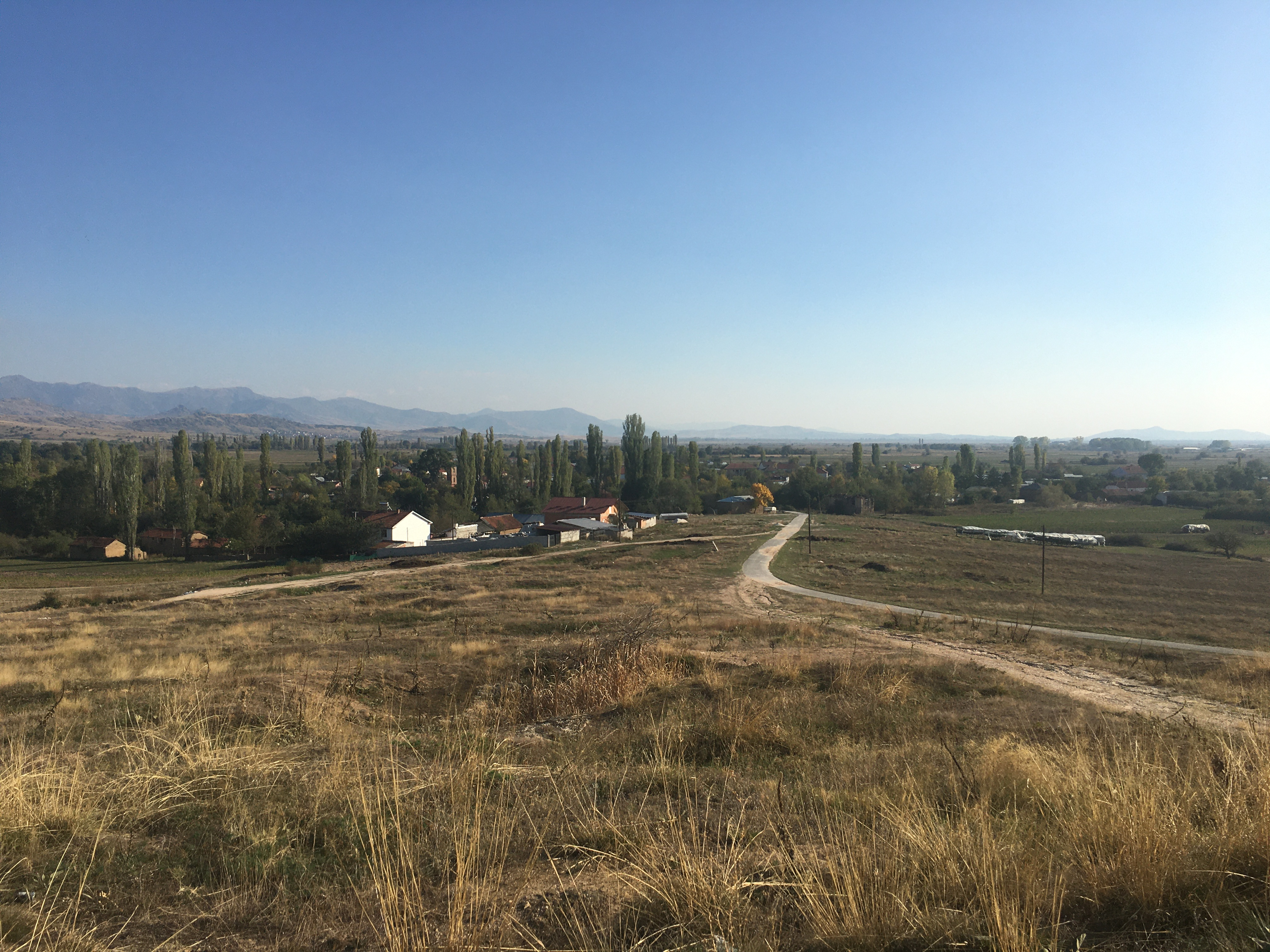
نمایی از دولینی، روستایی در مرکز جمهوری مقدونیه - ۲۰۱۹

دولینی، (به انگلیسی: Dolneni)،(به مقدونی:Долнени) روستایی در مرکز جمهوری مقدونیه و در ده کیلومتری شمال غرب شهر پریلپ در دشت پریلپسکو پل قرار گرفته‌است.

جمعیت این روستا در ۱۹۹۴ در حدود ۱۱۷۰۵ نفر بوده‌است. این  روستا زادگاه پس اتاناسواسکی موسیقی‌دان مقدونی بوده و به افتخار وی یک تندیس از وی در این روستا بر پاست. یک فستیوال موسیقی سالانه بر پا می‌شود.